# European Juggling Convention

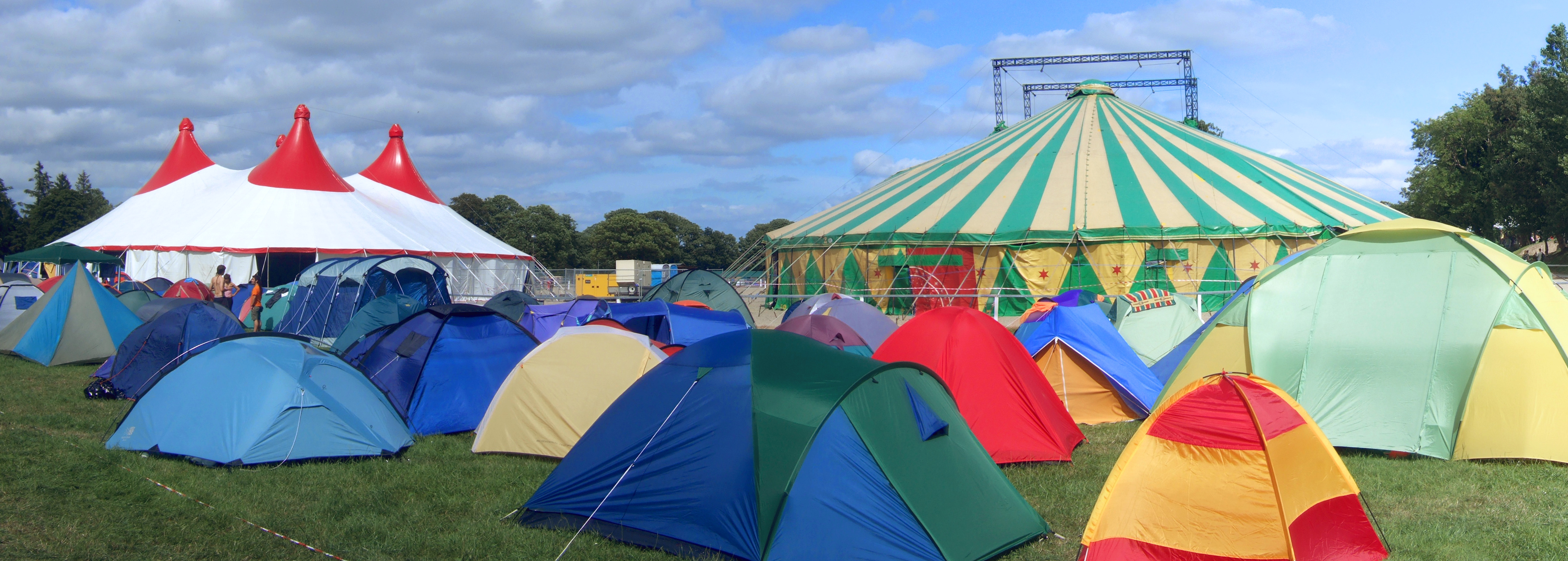
EJC 2006, Millstreet, Irland.

European Juggling Convention (EJC) är världens största konvent för jonglering och arrangeras årligen med hjälp av European Juggling Association (EJA). Det första EJC arrangerades 1978 i Brighton och hade 11 deltagare. Vid det 27:e EJC som anordnades 2004 i Carvin deltog mer än 4400 personer.